# Novořečtina

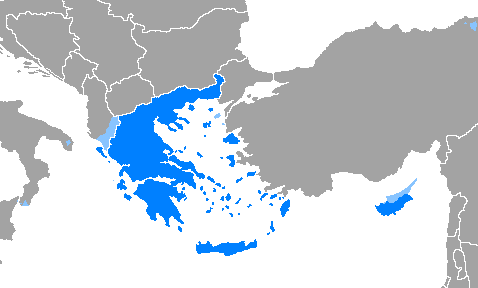
Mapa rozšíření řeckého jazyka

Novořečtina či moderní řečtina (novořecky νέοελληνική γλώσσα, neoeliniki glossa), označovaná též prostě řečtina, pokud nehrozí záměna se staršími formami jazyka, je označení novověkých variet řečtiny, především moderního řeckého spisovného jazyka. Novořečtina je úředním jazykem Řecka a Kypru, kde jí mluví asi 14 milionů lidí, dále ji používají řecké menšiny v jiných zemích. Řečtina má ze všech evropských jazyků nejstarší dochované literární památky, vývoj jazyka lze podle nich sledovat zhruba 3000 let. Tvoří samostatnou větev indoevropských jazyků, není blízce příbuzná žádnému neřeckému indoevropskému jazyku.
Novořečtina se píše řeckou abecedou a vychází z byzantské řečtiny, jež navazuje na helenistickou koiné, a tím i na starořečtinu. Za předěl oddělující novořečtinu od předchozí vývojové fáze, byzantské řečtiny, se obvykle považuje pád Konstantinopole roku 1453, vývoj jazyka však samozřejmě byl spojitý. 
V dobách turecké nadvlády se spontánně vyvinula lidová varianta jazyka, démotiké (novořecky dimotiki), kterou na přelomu 18. a 19. století doplnila puristická a archaizující kathareusa (novořecky katharevusa). Obě tyto varianty byly po vzniku moderního řeckého národa prosazovány jako kandidáti spisovného jazyka, čímž vznikla diglosie. Spor mezi zastánci obou možností se nazývá jazyková otázka (novořecky glossiko zítima). Ta byla v podstatě rozhodnuta až r. 1976, kdy byla uzákoněna jako spisovný jazyk novořecká koiné, tedy spisovná novořečtina, založená především na démotiké, obsahující však i prvky kathareusy. Vývoj pravopisu v dnešní podobě byl dovršen roku 1982, kdy byl zaveden tzv. monotonický systém (tj. zaznamenávání původně tří různých melodických přízvuků jedním diakritickým znaménkem v souladu s novodobou výslovností) a bylo zrušeno zaznamenávání přídechů.